# 헬스케어 기업 통합
헬스케어 기업(병원) 통합(Integrating the Healthcare Enterprise, IHE)은 미국 일리노이에 있는 비영리기관이다. IHE는 컴퓨터 시스템이 정보를 공유하는 방법을 개선하기 위해 [의료] 업계에 의해 주도권을 후원하고 있다. IHE는 방사선학자와 정보 기술(IT) 전문가들로 구성된 컨소시엄에 의해 1998년에 설립되었다. 대한민국은 IHE를 의료정보시스템 통합으로 언급되었다.(2014.6)

## 운영
IHE가 만들어졌고, 의료 IT 시스템의 상호연동능력이 개선될 수 있도록 하는 프로세스가 동작한다. 이 그룹은 경우의 사례의 요구 사항을 수집하고, 이용 가능한 표준을 식별하고, 구현할 수 있는 제조 업체에 대한 기술 지침을 개발하고 있다. IHE는 자사 제품의 상호 운용성을 설명하기 위해 업체가 조립하는 "connectathons"과 "상호 운용성 쇼케이스" 단계에 있다.

## 후원기업
IHE는 다음의 단체가 후원하고 있다.
- Healthcare Information and Management Systems Society (HIMSS),
- the Radiological Society of North America (RSNA),
- the American College of Cardiology (ACC).

안과부분은 안과의 미국 아카데미가 후원한다.

## 한국 내 활동
- 2014.6.29 의료정보시스템통합 기구 'IHE Korea' 설립 (연세대 김희중 교수님이 회장)[3]

## 첨부문서
1. ↑  “Governance”. 《Integrating the Healthcare Enterprise web site》. 2013년 8월 4일에 확인함.
2. ↑  Michael Henderson, Fred M. Behlen, Charles Parisot, Eliot L. Siegel, and David S. Channin (2001). “Integrating the Healthcare Enterprise: A Primer: Part 4. The Role of Existing Standards in IHE”. 《RadioGraphics》 (Radiological Society of North America) 21 (6): 1597–1603. 2013년 8월 4일에 확인함.
3. ↑  “보관된 사본”. 2014년 12월 21일에 원본 문서에서 보존된 문서. 2014년 12월 21일에 확인함.